# فسيفساء بيزنطية

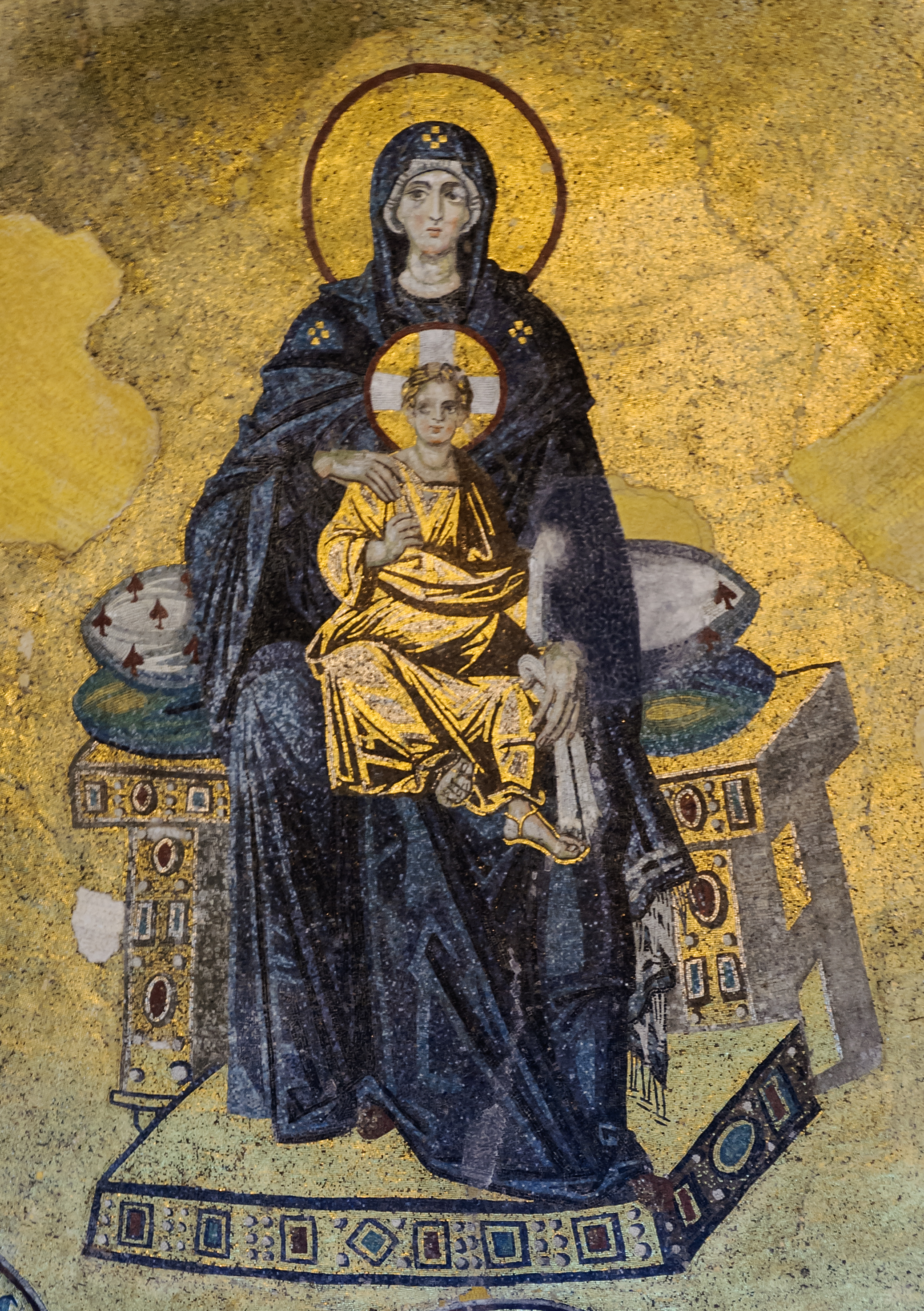
فسيفساء كرسي الحكمة، وتصوّر مريم العذراء والطفل يسوع، في آيا صوفيا، إسطنبول.

لقد تم استخدام الفسيفساء في الإمبراطورية البيزنطية بشكل واضح في تزيين الكنائس حيث تم استخدام ألوان جديدة واستغلال درجات الألوان في الزجاج، كما تم استخدام طريقة تثبيت مكعبات الزجاج بزاوية مختلفة لاستغلال خاصية انعكاس الضوء مما يعمل على زيادة الجمال للعمل الفني.
كما تم استخدام الزجاج لتغطية الجدران والقباب في حين استعملت المكعبات الحجرية والرخامية لتغطية الأرضيات لأنها تتحمل بشكل كبير ولا تتلف بسهولة مثل الزجاج.

## صناعة الفسيفساء البيزنطية

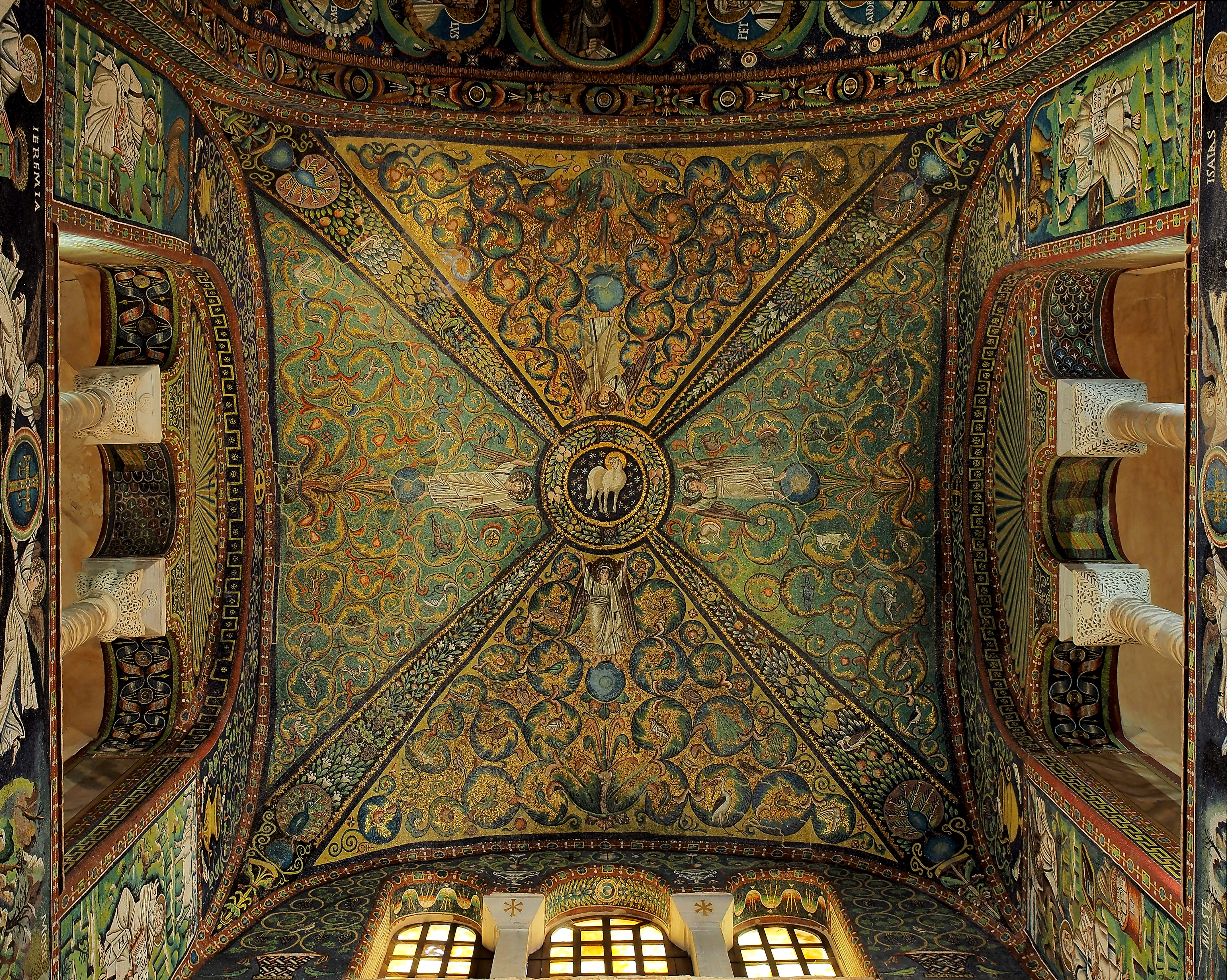
سقف فسيفساء من القرن السادس لكنيسة القديس فيتالي في رافينا بإيطاليا.

وكان يتم تنفيذ الفسيفساء يتم إما بصورة واقعية أو بصورة تعتمد على الرمز الذي ساد خلال هذه الفترة، كما وامتاز فن الفسيفساء البيزنطي بشكل خاص بعمل وحدات زخرفيه مستوحاة من الطبيعة، مثل أكواز الصنوبر وعناقيد العنب والثمار المتنوعة أما العناصر الآدمية والحيوانية التي كانت نوعا ما قريبة من الطبيعة فكانت تنفذ بأسلوب لا يخلو من الواقعية والحركة في موضوعاته.
وقد وصل استخدام الفسيفساء إلى ذروته في أواخر عصر الإمبراطورية البيزنطية حيث وجدت أمثلة عديدة على ذلك منها كنائس سانت كونستانزا وأبولينارو وسانت يودنزيانا رافانا بما احتوته من فنون الفسيفساء.
فضلا عن مواقع بارزة في منطقة بلاد الشام مثل مدينة أفاميا و طيبة الإمام مادبا وشهبا وجرش وأنطاكية وغيرها.
ولقد طغى هذا الفن على كافة الفنون الأخرى في القرن السادس الميلادي في بلاد الشام، إذ توجد مجموعة ضخمة من الكنائس في معظم رقاع الإمبراطورية البيزنطية حيث تنتشر عشرات الكنائس شمال غرب سوريا و‌بلاد الشام و‌شمال أفريقيا تمثل هذا الفن.
ولقد كان هذا الفن دينيًا وثائقيًا في الفسيفساء الجدارية البيزنطية معتمدًا على إظهار إيحاءات ورموزًا استهوت الكثيرين من الأباطرة ورجال الدين وعدد من الأثرياء المؤمنين.
أما في بلاد الشام عامة فقد ظهرت مراكز رئيسية لصناعة الفسيفساء، وهي تعد من أهم المراكز من حيث أساليب الزخرفة وتنوعها، مما يقرر بالتالي وجود مدارس فنية على درجة عالية من القدرة الفنية، وهذا على الرغم من الاعتقاد السائد بأن القسطنطينية هي مركز هام لتوجيه موضوعات وأساليب الفسيفساء.
أما في مناطق بلاد الشام فقد انتشر هذا الفن بشكل كبير وبمختلف المناطق، حيث كانت تزيين المباني البيزنطية وخاصة الكنائس والأبرشيات، أما الفنانون الين قاموا بتنفيذ هذه الفنون فهم من الفنيين المحليين الذين كانوا تابعين لزعامات محلية والتي كانت متحالفة مع السلطة البيزنطية وكانت سوريا هذه الفترة موقعًا متميزًا في صناعة الفسيفساء وتصديرها للخارج والشاهد على ذلك وجود العديد من المدن والمراكز في مناطق سوريا المختلفة التي كانت تحتوي عل فنون الفسيفساء المختلفة ومن أهم هذه المدن وضواحيها أفاميا و‌صوران و‌حلب و‌طيبة الامام و‌بانياس والمجدل في السويداء و‌شهبا و‌معرة النعمان ومناطق في جنوب بلاد الشام مثل البتراء.

## أهم الزخارف والمواضيع الفسيفسائية اليبزنطية

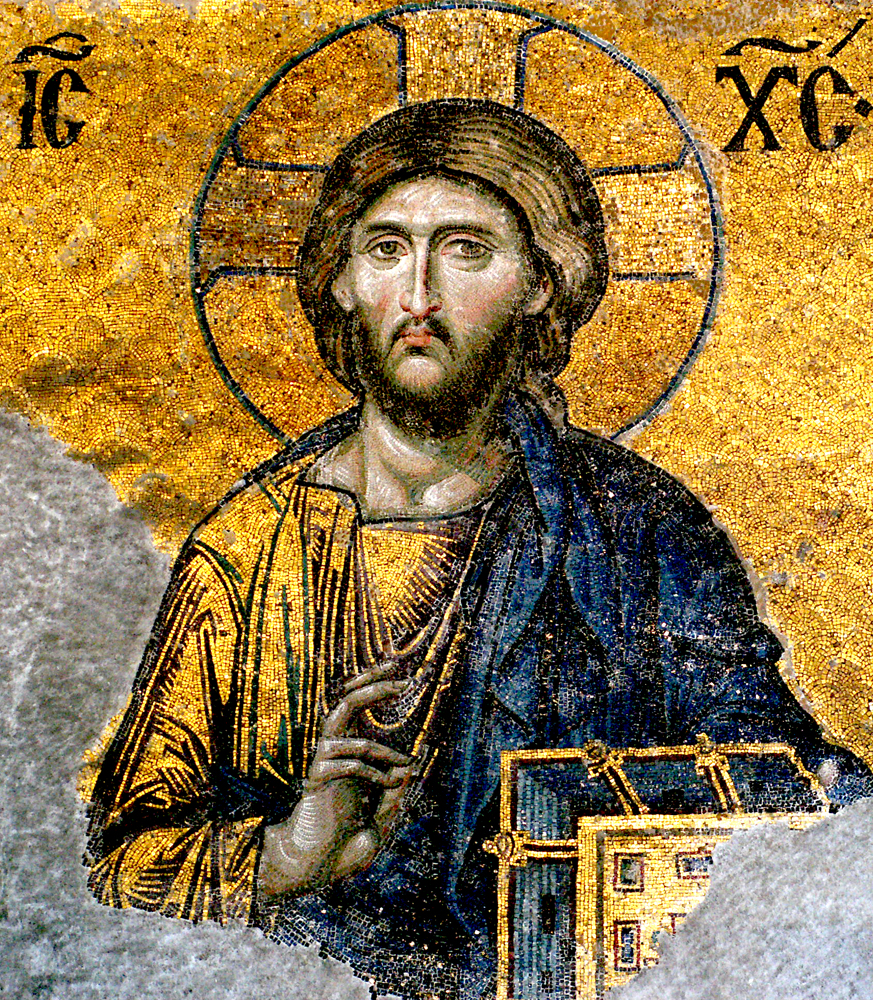
فسيفساء تصوّر يسوع، في آيا صوفيا، إسطنبول.

إن الفنانين الذين قاموا بعمل الفسيفساء كان لهم أغراض إنشائية وتزيينية، إضافة إلى تبليغ رسالة دينية إلى المؤمنين عند دخولهم الكنيسة.
من أهم المواضيع التي استعملت في الأماكن المختلفة من العمائر البيزنطية:
- المواضيع الدينية وخاصة الجداريات التي حملت صورة السيد المسيح والسيدة العذراء.
- مواضيع تصويرية مأخوذة من قصص الكتاب المقدس.
- مواضيع ورموز دينية مرتبطة بالمسيحية والتي كانت قد تركزت ضمن الزخارف الجدارية مثل:

1. الصليب بأنواعه.
2. الحمل: يرمز إلى حمل الذبيحة التي جعلته الحادثة الكتابية مكان إسحاق رمزا للمسيح، الحمل المذبوح على مذبح الصليب لخلاص المؤمنين.
3. السمكة.
4. الطاووس.
5. الخراف.
6. الكرمة: إن مشاهد الكرمة وجذوعها المحملة بعناقيد وأوراق العنب لها قيمة رمزية وأدبية وردت في نصوص العهد القديم، فالكرمة تدل على شعب الله وعلى ملكوت الله وعلى يسوع نفسه في صلته الوثيقة بالمؤمنين، إضافة إلى أنها تدخل ضمن الزخارف التزيينة.

- تصوير بعض القديسين الذين رافقوا السيد المسيح في نشر تعاليم الدين المسيحي.
- مشاهد مستوحاة من الطبيعة والبيئة المحيطة مثل مشاهد صيد الحيوانات، وقطف العنب وعصره والتي كانت تمثل حياة القرية.

هذه المشاهد الممثلة للإنسان الذي يصرف همه في الأنشطة اليومية مثل حياة الرعي، الصيد، عمل الحقول، صيد الأسماك، كلها تأتي في إطار وصف الخليقة والتي يعتبر الإنسان جزءًا منها.
كما وتدل مشاهد الصيد والتي ترينا شكل إنسان يواجه وحشًا، إنما تدل على تفوق الإنسان على المخلوقات الأخرى وإلى سلطانه على جميع المخلوقات. كما وتدل مشاهد الشجيرات القليلة المحملة بالثمار والزهور والعصافير والرسومات المائية على إظهار الأرض والسماء في صورة منظمة وربما يعبر عن الأرض والبحر وما يرافقها من عناصر مثل الشجر المثمر، طيور وأسماك وحيوانات.
- أصبحت مواضيع الفسيفساء أكثر تنوعًا في عصر جستنيان لتصبح مثل

1. أشكال نباتية.
2. أشكال هندسية.
3. أشكال حيوانية.
4. أشكال آدمية.
5. أشكال الخرائط والمدن (مثل خارطة المدن المقدسة في مادبا وكنائس يوحنا المعمدان في جرش وكنيسة الرسل في مادبا وكنائس جبل نبو.)[1]

## الخصائص العامة للفسيفساء البيزنطية

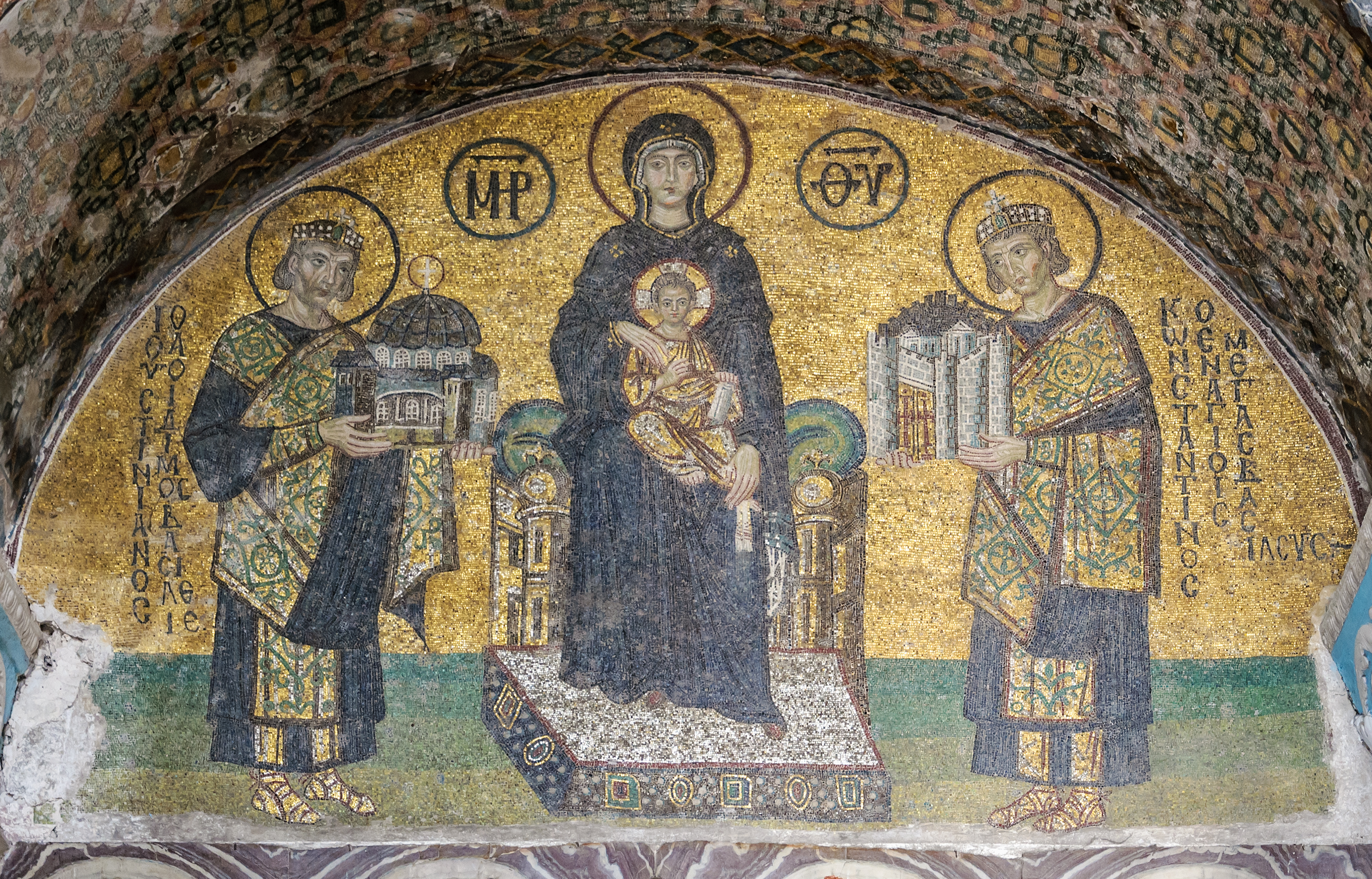
فسيفساء من القرن العاشر في آيا صوفيا في إسطنبول.

1. تميزت الصور الآدمية بإظهار صور السيد المسيح والسيدة العذراء والتلاميذ والأباطرة ورجال الدين بصورة واقعية أو رمزية في الفسيفساء الجدارية.
2. بداية تحرر الأشكال البيزنطية من التقاليد والتأثيرات الكلاسيكية.
3. تم التركيز في الفسيفساء على تصوير المدن المختلفة مع كتابة أسماء هذه المدن.
4. ركزت على السلام الذي كان محور دعوة السيد المسيح والذي تجلى في الموائمة بين الحيوانات والصيادين كما تبين في فسيفساء بيت كفرين.
5. تم إظهار التعابير المختلفة خاصة في الصور الحيوانية والبشرية.
6. تم تصوير مشاهد من الحياة الريفية: مثل الصيد، قطاف العنب....إلخ
7. الاهتمام بتصوير الوجوه الآدمية بصورة واقعية.
8. الاهتمام بالتوازن والتماثل في رسم المناظر.
9. الاستخدام الكبير للألوان المختلفة مما أكسب اللوحات مزيدًا من العمق والجمال.
10. التنوع الكبير في الأشكال الطبيعية والهندسية وتنوع مواضيعها الفنية.[2]